# Бенжамен Менді
Бенжаме́н Менді́ (фр. Benjamin Mendy; нар. 17 липня 1994, Лонжумо, Франція) — французький футболіст, лівий захисник клубу «Лор'ян».

## Клубна кар'єра
24 липня 2017 року було офіційно оголошено, що гравець підписав п'ятирічний контракт з «Манчестер Сіті». Сума трансферу склала рекордні для захисників € 58 млн.

## Статистика виступів

### Клубна статистика
(Станом на 28 серпня 2019 року)
| Клуб               | Сезон              | Ліга  | Ліга | Кубок | Кубок | Кубок ліги | Кубок ліги | Континентальні | Континентальні | Інші  | Інші | Загалом | Загалом |
| Клуб               | Сезон              | Матчі | Голи | Матчі | Голи  | Матчі      | Голи       | Матчі          | Голи           | Матчі | Голи | Матчі   | Голи    |
| ------------------ | ------------------ | ----- | ---- | ----- | ----- | ---------- | ---------- | -------------- | -------------- | ----- | ---- | ------- | ------- |
| «Гавр»             | 2011–12            | 29    | 0    | 2     | 0     | 1          | 0          | —              | —              | —     | —    | 32      | 0       |
| «Гавр»             | 2012–13            | 28    | 0    | 3     | 0     | 1          | 0          | —              | —              | —     | —    | 32      | 0       |
| «Гавр»             | Загалом            | 57    | 0    | 5     | 0     | 2          | 0          | 0              | 0              | 0     | 0    | 64      | 0       |
| «Марсель»          | 2013–14            | 24    | 1    | 2     | 0     | 2          | 1          | 2              | 0              | —     | —    | 30      | 2       |
| «Марсель»          | 2014–15            | 33    | 0    | 1     | 0     | 1          | 0          | —              | —              | —     | —    | 35      | 0       |
| «Марсель»          | 2015–16            | 24    | 1    | 4     | 0     | 1          | 0          | 7              | 0              | —     | —    | 36      | 1       |
| «Марсель»          | Загалом            | 81    | 2    | 7     | 0     | 4          | 1          | 9              | 0              | 0     | 0    | 101     | 3       |
| «Монако»           | 2016–17            | 25    | 0    | 2     | 1     | 2          | 0          | 10             | 0              | —     | —    | 39      | 1       |
| «Монако»           | Загалом            | 25    | 0    | 2     | 1     | 2          | 0          | 10             | 0              | 0     | 0    | 39      | 1       |
| «Манчестер Сіті»   | 2017–18            | 7     | 0    | 0     | 0     | 0          | 0          | 1              | 0              | —     | —    | 8       | 0       |
| «Манчестер Сіті»   | 2018–19            | 10    | 0    | 1     | 0     | 1          | 0          | 2              | 0              | 1     | 0    | 15      | 0       |
| «Манчестер Сіті»   | Усього             | 17    | 0    | 1     | 0     | 1          | 0          | 3              | 0              | 1     | 0    | 23      | 0       |
| Загалом за кар'єру | Загалом за кар'єру | 180   | 2    | 15    | 1     | 9          | 1          | 22             | 0              | 1     | 0    | 227     | 4       |

### Матчі за збірну
Станом на 28 серпня 2019 року
| Матчі і голи Менді за збірну Франції | Матчі і голи Менді за збірну Франції | Матчі і голи Менді за збірну Франції | Матчі і голи Менді за збірну Франції | Матчі і голи Менді за збірну Франції | Матчі і голи Менді за збірну Франції |
| №                                    | Дата                                 | Суперник                             | Рахунок                              | Голи                                 | Змагання                             |
| ------------------------------------ | ------------------------------------ | ------------------------------------ | ------------------------------------ | ------------------------------------ | ------------------------------------ |
| 1                                    | 25 березня 2017 року                 | Люксембург                           | 3:1                                  | —                                    | Товариський матч                     |
| 2                                    | 2 червня 2017 року                   | Парагвай                             | 5:0                                  | —                                    | Товариський матч                     |
| 3                                    | 9 червня 2017 року                   | Швеція                               | 1:2                                  | —                                    | Відбірковий ЧС 2018                  |
| 4                                    | 13 червня 2017 року                  | Англія                               | 3:2                                  | —                                    | Товариський матч                     |
| 5                                    | 28 травня 2018 року                  | Ірландія                             | 2:0                                  | —                                    | Товариський матч                     |
| 6                                    | 1 червня 2018 року                   | Італія                               | 3:1                                  | —                                    | Товариський матч                     |
| 7                                    | 9 червня 2018 року                   | США                                  | 1:1                                  | —                                    | Товариський матч                     |
| 8                                    | 26 червня 2018 року                  | Данія                                | 0:0                                  | —                                    | ЧС 2018                              |
| 9                                    | 9 вересня 2018 року                  | Нідерланди                           | 2:1                                  | —                                    | Ліга націй УЄФА 2018—2019            |

Разом: 9 матчів / 0 голів; 6 перемог; 2 нічиїх, 1 поразка.

## Досягнення

### Командні
- Чемпіон світу: 2018

 «Монако»
- Чемпіон Франції (1): 2016-17

 «Манчестер Сіті»
- Володар Кубка Ліги: 2017-18, 2018-19, 2019-20, 2020-21
- Чемпіон Англії: 2017-18, 2018-19, 2020-21
- Володар Суперкубка Англії: 2018, 2019

- Володар Кубка Англії: 2018-19

### Особисті
- Символічна збірна сезону Ліги 1 (1): 2016-17

## Звинувачення у зґвалтуваннях
У серпні 2021 офіційний сайт поліції Чешира повідомив, що Менді потрапив до в'язниці за підозрою в 4-х випадках зґвалтування в період із жовтня 2020 по серпень 2021 року.
Манчестер Сіті оголосив, що відсторонив 27-річного француза від клубу на час розслідування, але від детальних коментарів утримався. Поліція підтвердила, що позивачі були старші 16 років. Судове засідання призначили на 27 серпня. 7 січня 2022 року Бенджаміна Менді, якого звинувачують у 7-ми випадках зґвалтування, відпустили під заставу, сума якої не розголошується. Судові засідання перенесені на більш пізній термін.